# Cây thuốc dấu
Cây thuốc dấu (khác với cây thuốc giấu có tên khác là sâm Ngọc Linh) hay hồng tước san hô, dương san hô (danh pháp hai phần: Euphorbia tithymaloides) là loài thực vật thuộc họ Đại kích. Cây được trồng làm thuốc và làm cảnh.

## Phân bố
Thuốc dấu là cây bản địa của vùng Bắc Mỹ và Trung Mỹ nhiệt đới và cận nhiệt đới. Cây thích hợp với đất cát, thoát nước tốt và giàu dinh dưỡng, đặc biệt đất giàu các nguyên tố như bo, đồng, sắt, mangan, molybden và kẽm. 
Cây thuốc dấu là loại cây bụi, cao từ 1,8 m đến 2,4 m. 

## Khóa phân loại
Có một số phân loài đã được công nhận, bao gồm:
- Euphorbia tithymaloides tithymaloides
- Euphorbia tithymaloides angustifolia
- Euphorbia tithymaloides bahamensis
- Euphorbia tithymaloides jamaicensis
- Euphorbia tithymaloides padifolia
- Euphorbia tithymaloides parasitica
- Euphorbia tithymaloides retusa
- Euphorbia tithymaloides smallii

Các phân loài nêu trên thường được nhận diện bởi lá của chúng, với kiểu lá và màu sắc đặc trưng.

## Độc tố
Rễ, thân và lá cây chứa độc tố>, được gọi là euphorbol (một terpene phức hợp) và các diterpen ester khác. Đây là những chất gây ung thư. Lá và thân cây cũng chứa beta-sitosterol, cycloartenon, octacosanol và oxime, là những chất có dược tính dựa trên độc tính của chúng.